# Nova Europa
Nova Europa is een gemeente in de Braziliaanse deelstaat São Paulo. De gemeente telt 10.092 inwoners (schatting 2009).

## Aangrenzende gemeenten
De gemeente grenst aan Araraquara, Boa Esperança do Sul, Gavião Peixoto, Ibitinga, Matão en Tabatinga.